# Скляний ключ (фільм)
«Скляний ключ» (англ. The Glass Key) — американський кінофільм 1942 року режисера Стюарта Гейслера. Екранізація роману Дешилла Гемметта. У головних ролях — Браян Донлеві, Вероніка Лейк та Алан Ледд.

## Сюжет
Пол Медвіг — політичний бос. Він зробив собі кар'єру і став «великою людиною», але зараз звинувачається у вбивстві. Ед Бомон — його помічник та повірений. Тейлор Генрі балотується на пост губернатора і прагне всіма шляхами обійти в цьому Медвіга. Джанет Генрі — його нерішуча дочка. Нік Варна володіє мережею казино по всьому місту. Всі герої фільму заплутані у надзвичайних інтригах… Як у класичному фільмі-нуарі тут є загадкові вбивства, жорстокі хлопці та рокові жінки.

## У ролях
- Браян Донлеві — Пол Медвіг
- Вероніка Лейк — Джанет Генрі
- Алан Ледд — Ед Бомон
- Боніта Ґренвілл — Сніп Медвіг
- Річард Деннінґ — Тейлор Генрі
- Джозеф Каллея — Нік Варна
- Вільям Бендікс — Джефф
- Френсіс Ґіффорд — Нурз
- Дональд Макбрайд — Фарр
- Маргарет Гейєс — Елоїз Метьюз
- Мороні Олсен — Ральф Генрі
- Едді Марр — Расті
- Артур Лофт — Клайд Метьюз
- Джордж Мідер — Клод Татл